# Höskuldur Gunnlaugsson
Höskuldur Gunnlaugsson, född 26 september 1994 i Reykjavik, är en isländsk fotbollsspelare som spelar för Breiðablik i Úrvalsdeild.

## Karriär
Gunnlaugsson blev utsedd till isländska ligans bäste unge spelare 2015. I juli 2017 värvades Gunnlaugsson av Halmstads BK, där han skrev på ett treårskontrakt. Gunnlaugsson debuterade i Allsvenskan den 5 augusti 2017 i en 6–1-vinst över Jönköpings Södra, där han även gjorde sitt första mål.
I april 2019 lånades Gunnlaugsson ut till Breiðablik på ett låneavtal över säsongen 2019.

## Meriter
Breiðablik
- Isländsk mästare: 2022, 2024
- Isländsk ligacupvinnare: 2024
- Isländsk supercupvinnare: 2023